# Satz von der Isoliertheit der Nullstellen
Der Satz von der Isoliertheit der Nullstellen ist ein Satz aus der Funktionentheorie über das Nullstellenverhalten von komplexen Funktionen. Eine isolierte Nullstelle ist eine Nullstelle, für die eine Umgebung existiert, so dass keine weitere Nullstelle darin liegt. Eine solche Nullstelle kann für die Bestimmung der Eigenschaften der Funktion, wie zum Beispiel ihrer Asymptoten oder Wendepunkte, verwendet werden.

## Satz von der Isoliertheit der Nullstellen
Sei {\displaystyle f} eine holomorphe Funktion mit einer Nullstelle {\displaystyle f(x_{0})=0}. Falls ein offener Ball {\displaystyle B=B_{r}(x_{0})} existiert, so dass für alle {\displaystyle z\in B\setminus \{x_{0}\}} gilt, dass {\displaystyle f(z)\neq 0}, dann ist {\displaystyle x_{0}} eine isolierte Nullstelle.
Sei {\displaystyle U\subset \mathbb {C} } offen und zusammenhängend und {\displaystyle f\colon U\rightarrow \mathbb {C} } holomorph.
Dann gilt, entweder ist {\displaystyle f} konstant gleich {\displaystyle 0} oder die Menge der Nullstellen {\displaystyle \{x\in U:f(x)=0\}} hat keinen Häufungspunkt, das heißt alle Nullstellen sind isolierte Punkte.

## Beweis
Sei {\displaystyle H} die Menge der Häufungspunkte von Nullstellen von {\displaystyle f} in {\displaystyle U}. Da {\displaystyle f} stetig ist, ist {\displaystyle H} abgeschlossen.
Ist {\displaystyle a\in H}, so gibt es eine Kreisscheibe {\displaystyle D_{r}(a)\subset U}, in der {\displaystyle f} eine Potenzreihenentwicklung besitzt. Nach dem Identitätssatz für Potenzreihen folgt {\displaystyle f\equiv 0} in {\displaystyle D_{r}(a)}. Also ist {\displaystyle H} auch offen.
Da {\displaystyle U} zusammenhängend ist, folgt {\displaystyle H=\emptyset } oder {\displaystyle H=U}. Die letzte Möglichkeit scheidet aus, da {\displaystyle f\not \equiv 0}.

## Folgerung
Seien {\displaystyle f,g\colon U\rightarrow \mathbb {C} } holomorph und {\displaystyle \{z|f(z)=g(z)\}} habe einen Häufungspunkt in {\displaystyle U}. Dann ist {\displaystyle f=g}.

## Beispiel
Die Nullstellen einer Funktion {\displaystyle f\colon \Omega \setminus \{a\}\to \mathbb {C} } können aber einen Häufungspunkt {\displaystyle \{a\}} außerhalb ihres Definitionsbereichs haben. Zum Beispiel hat
{\displaystyle f\colon \Omega \setminus \{0\}\to \mathbb {C} ,\;z\mapsto e^{\frac {1}{z}}-1}
die Nullstellen {\displaystyle z_{0}={\tfrac {1}{2n\pi i}}}, deren Häufungspunkt {\displaystyle 0} gehört aber nicht zum Definitionsbereich der Funktion.